# Hakea falcata
Hakea falcata är en tvåhjärtbladig växtart som beskrevs av Robert Brown. Hakea falcata ingår i släktet Hakea och familjen Proteaceae. Inga underarter finns listade i Catalogue of Life.